# Park Middenburg/Sonnenburgh

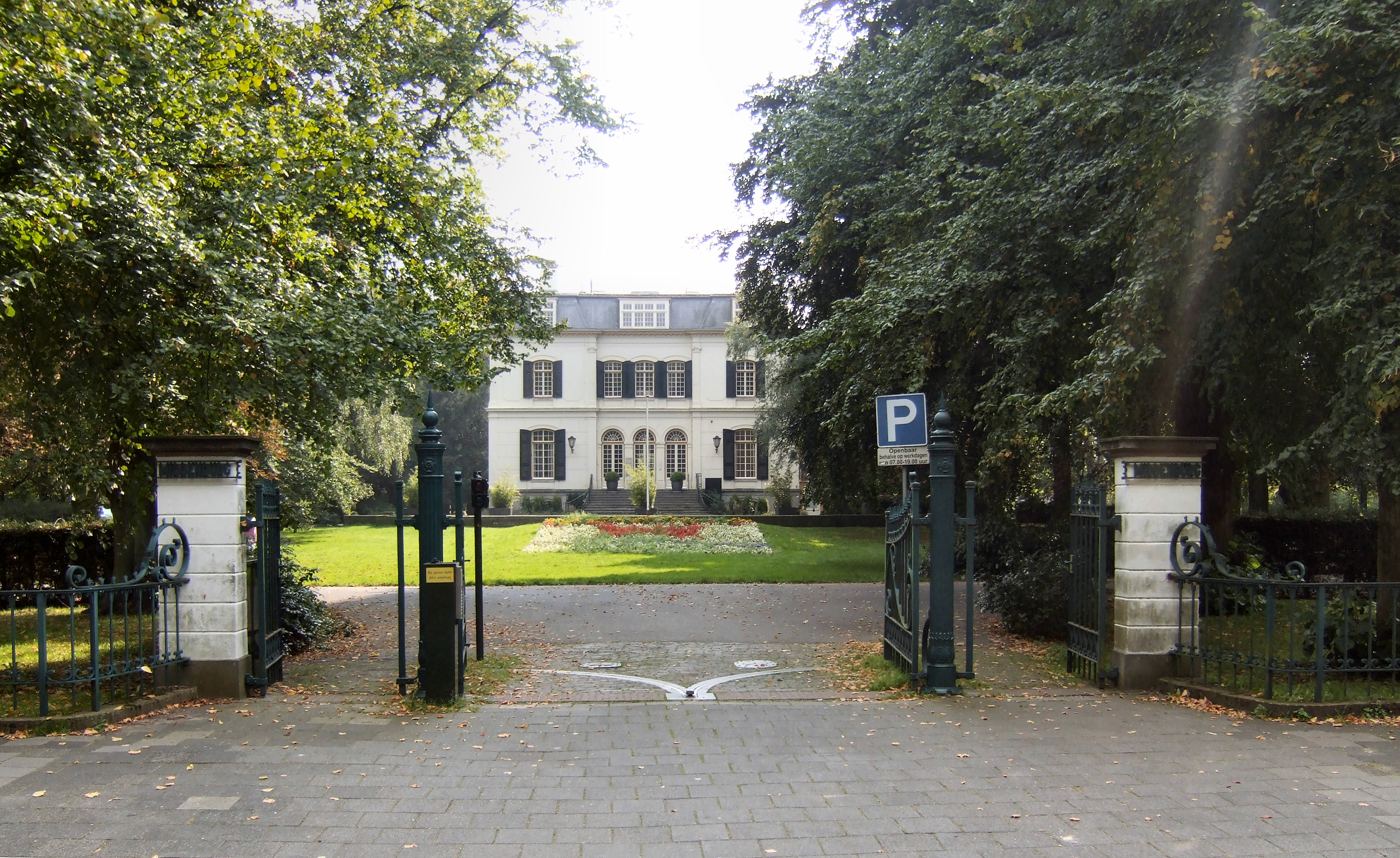
Huis Middenburg

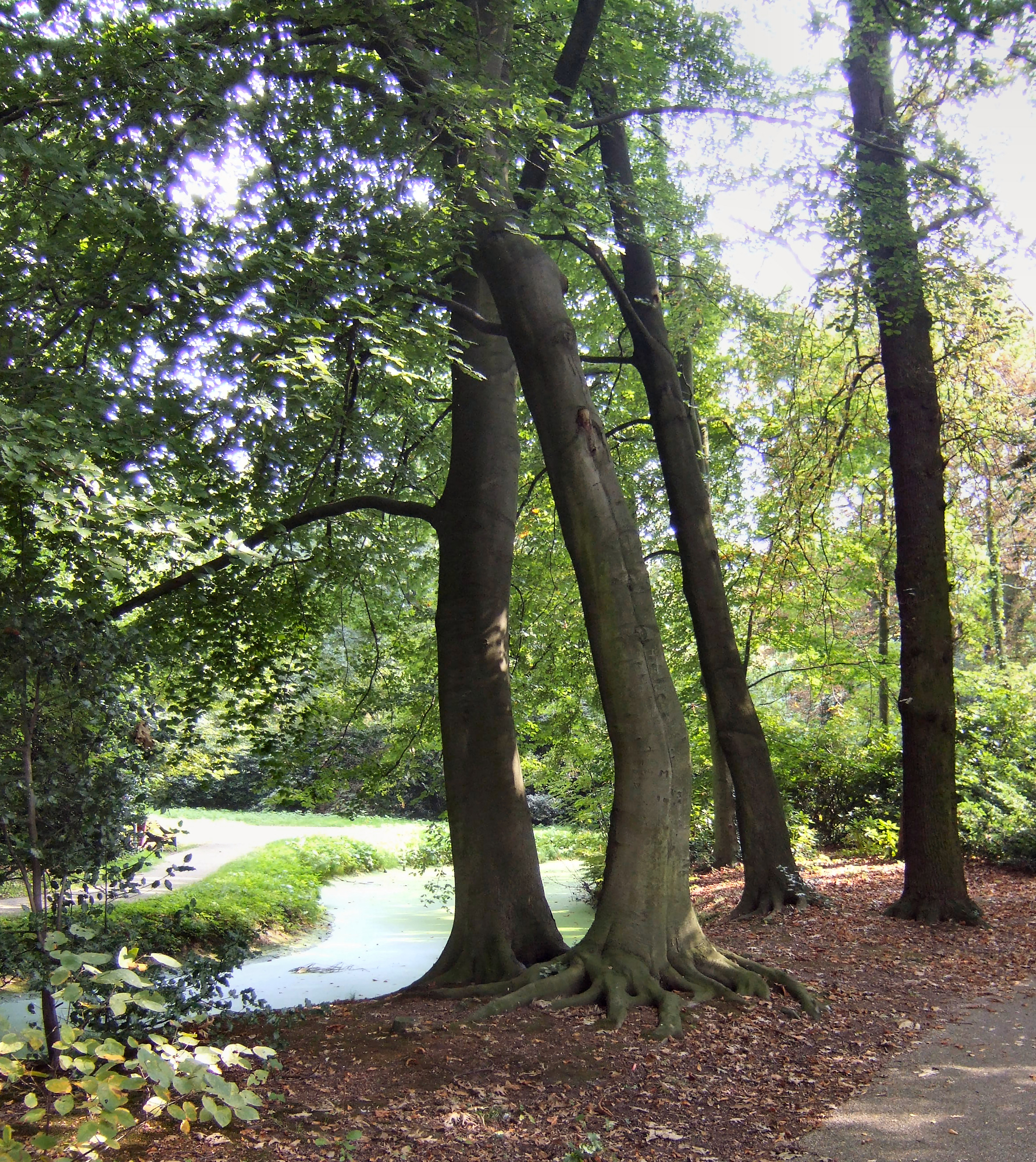
Park Sonnenburgh

Park Middenburg/Sonnenburgh is een park in de wijk Voorburg-West in de Nederlandse plaats Voorburg, gelegen tussen de Vliet en de Prinses Mariannelaan. Het park wordt door het Westeinde in twee delen verdeeld, die in het verleden tot één landgoed, Middenburg, behoorden. De twee delen van het park verschillen in karakter: Park Middenburg is open en tuinachtig; Sonnenburgh is meer gesloten en bosachtig.

## Historie
De oudst bekende vermelding van Park Middenburg stamt uit 1657 toen mr. Johan van de Dussen, raad en schepen van Delft het landgoed Middenburg kocht. In 1869 werd het toenmalige Huis Middenburg vervangen door een nieuw pand, het Huis Middenburg dat er anno 2025 nog staat.
In 1925 werd aan de andere zijde van het Westeinde Villa Sonnenburgh gebouwd. In 1952 werd het landgoed gekocht door de gemeente Voorburg en ingericht als openbaar park.